# 다야난드 베르마
다야난드 베르마(힌디어: दया नन्द वर्मा 다야 난드 바르마 우르두어: دیا نند ورما IPA: [d̪əjaː nənd̪ ʋərmaː], 영어: Daya-Nand Verma, 1933~2012)는 인도의 수학자이다. 리 대수의 표현론에 공헌하였다.

## 생애
1933년 6월 25일 인도 바라나시에서 태어났다. 1966년에 예일 대학교에서 박사 학위를 수여받았다. 이후 타타 기초 연구소 교수가 되었다.
2012년 6월 10일 뭄바이에서 사망하였다.

## 참고 문헌
- Ram, Arun (2012년 9월). “D.-N. Verma (1933–2012): a memory” (PDF). 《Mathematics Newsletter of the Ramanujan Mathematical Society》 (영어) 22 (2): 186–187. ISSN 0971-1694.[깨진 링크(과거 내용 찾기)]
- Moody, Robert V. (2012년 9월). “Remembering Daya-Nand Verma” (PDF). 《Mathematics Newsletter of the Ramanujan Mathematical Society》 (영어) 22 (2): 184–185. ISSN 0971-1694.[깨진 링크(과거 내용 찾기)]
- Kumar, Shrawan (2012년 9월). “Obituary for Prof. Daya Nand Verma” (PDF). 《Mathematics Newsletter of the Ramanujan Mathematical Society》 (영어) 22 (2): 187–188. ISSN 0971-1694.[깨진 링크(과거 내용 찾기)]